# Brigitta Pallauf

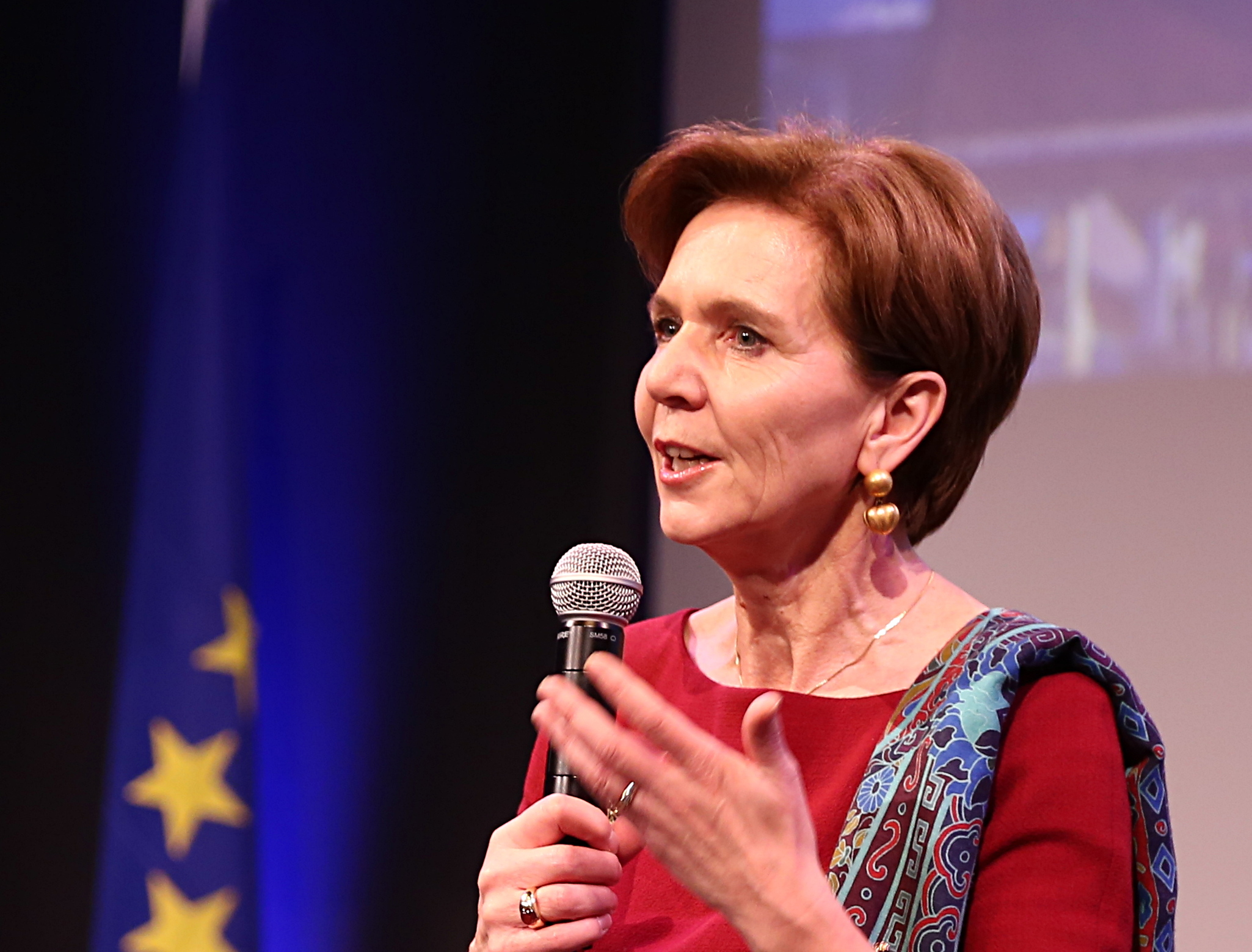
Brigitta Pallauf, 2017

Brigitta Pallauf (* 26. November 1960 in Schwanenstadt) ist eine österreichische Politikerin (ÖVP). Von 2013 bis Jänner 2018 war sie Landtagspräsidentin des Salzburger Landtags, von 31. Jänner 2018 bis 12. Juni 2018 war sie Landesrätin in der Landesregierung Haslauer jun. I, seit dem 13. Juni 2018 ist sie wieder Landtagspräsidentin des Salzburger Landtages.

## Leben
Pallauf besuchte zwischen 1967 und 1971 die Volksschule Gunskirchen und danach bis 1979 das wirtschaftskundliche Realgymnasium für Mädchen der Schulschwestern in Wels. Nach der Matura 1979 am WikuRG Wels studierte Pallauf Rechtswissenschaften an der Universität Salzburg und promovierte 1983 zur Doktorin der Rechte an der Universität Salzburg. Danach absolvierte sie von 1995 bis 1996 einen Post Graduate Lehrgang für Europarecht auf Schloss Hofen und graduierte 1996 zur Akademisch geprüften Europarechtsexpertin. Zudem absolvierte sie zwischen 1999 und 2000 einen Ausbildungslehrgang für Mediation. Pallauf ist als Juristin und Mediatorin in einer Anwaltskanzlei beschäftigt. Sie ist seit 1988 verheiratet und ist Mutter einer Tochter (* 1989) und eines Sohnes (* 1992). Sie ist Mitglied der Studentinnenverbindung K.S.M.M.V. Erentrudis Salzburg.
Pallauf ist Finanzbeirätin der Hospizbewegung Salzburg und im Österreichischen Bund der Mediatoren aktiv. Zudem übt sie seit Juni 2006 die Funktion der Generalsekretärin der Internationalen Salzburg Association aus.
Im November 2021 wurden Spekulationen bekannt, dass sie Präsidentin der Salzburger Festspiele werden könne.

## Politik
Seit Juni 2007 ist sie Finanzlandesreferentin der ÖVP-Frauen Salzburg, seit dem 22. April 2009 vertritt sie die ÖVP im Salzburger Landtag und übt die Funktion der Bereichsprecherin für Kunst und Kultur, Frauen sowie Soziales aus.
Am 15. Jänner 2018 erklärte Hans Mayr seinen Rücktritt als Landesrat mit 30. Jänner 2018, Brigitta Pallauf folgte ihm am 31. Jänner 2018 als Landesrätin in der Landesregierung Haslauer jun. I nach. Nach der Landtagswahl 2018 wurde sie am 13. Juni 2018 in der konstituierenden Landtagssitzung der 16. Gesetzgebungsperiode als Abgeordnete zum Salzburger Landtag angelobt und einstimmig zur Landtagspräsidentin gewählt.